# نووا گورا (استان لهستان کوچک‌تر)
نووا گورا (استان لهستان کوچک‌تر) (به لاتین: Nowa Góra) یک روستا در لهستان است که در گمینا کژشوویتسه واقع شده‌است. نووا گورا ۱٬۵۶۳ نفر جمعیت دارد.